# Striga fulgens
Striga fulgens är en snyltrotsväxtart som först beskrevs av Adolf Engler, och fick sitt nu gällande namn av F.N. Hepper. Striga fulgens ingår i släktet Striga och familjen snyltrotsväxter. Inga underarter finns listade i Catalogue of Life.